# Ivan Gubijan
Ivan Gubijan (Yugoslavia, 14 de junio de 1923-4 de enero de 2009) fue un atleta yugoslavo, especialista en la prueba de lanzamiento de martillo en la que llegó a ser subcampeón olímpico en 1948.

## Carrera deportiva
En los JJ. OO. de Londres 1948 ganó la medalla de plata en el lanzamiento de martillo, llegando hasta los 54.27 metros, tras el húngaro Imre Németh (oro con 56.07 metros) y por delante del estadounidense Robert Bennett (bronce).